# Catch the Wind
〈Catch the Wind〉는 스코틀랜드의 음악가 도노반이 작곡하고 녹음한 노래이다. 이 곡은 1965년 3월 12일 영국에서 파이 레코드(파이 7N 15801)를 통해 싱글곡으로 발매되었고 몇 달 후 히코리 레코드(히코리 45-1309)를 통해 미국에서 발매되었다. 이 싱글은 영국과 미국 양국에서 〈Why Do You Treat Me Like You Do?〉로 뒷받침되었다. 이 곡의 멜로디는 밥 딜런의 〈Chimes of Freedom〉에 의해 영향을 받았다.
〈Catch the Wind〉는 도노반이 부른 첫 번째 발매곡이었다. 이 곡은 영국 싱글 차트에서 4위에 올랐고 미국 빌보드 핫 100에서 23위에 올랐다. 이 싱글 버전은 반향과 현악기를 가진 도노반의 보컬을 특징으로 한다. 이 곡은 보컬 에코와 현이 없고 하모니카 솔로곡이 추가된 도노반의 첫 음반 《What's Bin Did and What's Bin Hid》로 녹음되었다.